# Цяокоу
Цяоко́у (кит. упр. 硚口, пиньинь Qiáokǒu) — район городского подчинения города субпровинциального значения Ухань провинции Хубэй (КНР).

## История
Во времена империй Мин и Цин эти места входили в состав уезда Ханьян (汉阳县) Ханьянской управы (汉阳府). В 1899 году хугуанский наместник (湖广总督) Чжан Чжидун решил изменить схему администрирования территории, и в этих местах был образован Сякоуский комиссариат (夏口厅). После Синьхайской революции в Китае была проведена реформа структуры административного деления, в ходе которой комиссариаты были преобразованы в обычные уезды — так в 1912 году появился уезд Сякоу (夏口县). В 1926 году уезд Сякоу был расформирован, а вместо него был образован город Ханькоу (汉口市).
После образования КНР Учан, Ханьян и Ханькоу были объединены в город Ухань, а в этих местах был образован район № 2 города Ухань. В 1952 году район № 2 вместо номера получил название — «Цяокоу».

## Административное деление
Район делится на 11 уличных комитетов.